# Spilogona comata
Spilogona comata este o specie de muște din genul Spilogona, familia Muscidae. A fost descrisă pentru prima dată de Huckett în anul 1932.
Este endemică în Alaska. Conform Catalogue of Life specia Spilogona comata nu are subspecii cunoscute.